# Exopalpus infuscata
Exopalpus infuscata är en tvåvingeart som först beskrevs av Wulp 1888.  Exopalpus infuscata ingår i släktet Exopalpus och familjen parasitflugor. Inga underarter finns listade i Catalogue of Life.